# جون زريزان
جون زريزان (بالإنجليزية: John Zerzan)‏ (مواليد 10 أغسطس 1943): هو معارض وناقد أمريكي وفيلسوف في علم البيئة البدائي ومؤلف. تنتقد أعماله الحضارة الزراعية باعتبارها قمعية متأصلة تدعو إلى الاستفادة من أساليب حياة الصيادين المتجمعين باعتبارها إلهامًا لما ينبغي للمجتمع الحر أن يكون عليه. من بين مواضيع انتقاده الترويض والتمدّن واللغة والفكر الرمزي (مثل الرياضيات والفنون) ومفهوم الزمن.

## بداية حياته والتعليم
ولد زريزان في مدينة سالم بولاية أوريجون. حصل على درجة البكالوريوس من جامعة ستانفورد، ثم حصل لاحقًا على درجة الماجستير في التاريخ من جامعة ولاية سان فرانسيسكو. أكمل دراسته للحصول على الدكتوراه في جامعة جنوب كاليفورنيا، لكنه انسحب قبل أن يكمل أطروحته. له أصول تشيكية.

## اللاسلطوية
تعتمد نظريات زريزان على مفهوم ثيودور أدورنو في كتابه «الديالكتيك السلبي» (الجدل السلبي) لبناء نظرية حضاريّة كبناء تراكمي للاغتراب الاجتماعي. وفقًا لزريزان، تعيش المجتمعات البشرية الأصلية في العصر الحجري القديم ومجتمعات -مماثلة اليوم مثل الكونغ ومبوتي- شكلاً غير منبوذ وغير قمعي أو جائر من أشكال الحياة على أساس الوفرة البدائية والقرب من الطبيعة. بناء مجتمعات من هذا القبيل هو مقارنة تنويرية تقضي بإدانة المجتمعات المعاصرة (بالأخص الصناعية)، يستخدم زريزان الدراسات الأنثروبولوجية من هذه المجتمعات أساسًا لانتقاد واسع النطاق لجوانب الحياة الحديثة. يصور المجتمع المعاصر كعالم من الشقاء مبني على الإنتاج النفسي لشعور من الندرة والافتقار. إن تاريخ الحضارة هو تاريخ الاستهجان؛ ما يقف ضد هذا ليس تقدّمًا، بل هو أدب مدينة فاضلة ينشأ عن إنكارها.
زريزان هو فيلسوف لا سلطوي، يرتبط بشكل كبير بفلسفات الأناركية البدائية، واللاسلطوية الخضراء، ومناهضة الحضارة، وفوضى ما بعد اليسار، وبصورة خاصة انتقاد التقنية. هو لا يرفض الدولة فحسب، بل ويرفض كافة أشكال العلاقات الهرمية والاستبدادية. «ببساطة، اللاسلطوية تعني «دون حكم». وهذا لا يعني رفض الحكومة فحسب، بل أيضا رفض كافة أشكال الهيمنة والسلطة».
يعتمد عمل زريزان كثيرًا على ازدواجية قوية بين «البدائية» التي يُنظر إليها باعتبارها غير مستبعدة وجامحة وغير هرمية ومساوية اجتماعيا و«متحضرة»، وينظر إليها على أنها مستنفرة ومستأنسة ومنظّمة هرميا وتمييزية اجتماعيا. ثم فإن «الحياة قبل الترويض/الزراعة كانت في الحقيقة أكثر رفاهية إلى حد كبير، ذات ألفة مع الطبيعة، وأكثر مساواة جنسية، وصحية».
تستند ادعاءات زريزان بشأن وضع المجتمعات البدائية إلى قراءة معينة لأعمال علماء الأنثروبولوجيا مثل مارشال سحلنز وريتشارد لي، والأمر بالغ الأهمية هو أن فئة البدائيات مقصورة على المجتمعات الخالصة الجامعة للصيد التي لا تحتوي على نباتات أو حيوانات مستأنسة. على سبيل المثال، يرجع التسلسل الهرمي بين الأميركيين الأصليين في الساحل الشمالي الغربي -الذين كانت أنشطتهم الرئيسة صيد الأسماك والمزارع- إلى امتلاكهم لكلاب أليفة وتبغ.
يدعو إلى «مستقبل بدائي»، وإعادة بناء جذرية للمجتمع على أساس رفض الاغتراب واحتضان البرية. «ربما يكون أملنا الحقيقي الوحيد هو استعادة الوجود الاجتماعي المباشر وجهًا لوجه، واللامركزية الراديكالية، وتفكيك مسار المنتجات المتهالكة، والتكنولوجيا الفائقة التي تفقر وتضعف إلى حد كبير».
يعَد الاستخدام المعتاد لأدلة علم الإنسان (الأنثروبولجيا) استخدامًا مقارنًا إيضاحيًا، إذ تواجه جوانب المجتمعات الغربية الحديثة - بطبيعتها أو ضرورتها- تحديات جمة عبر الإشارة إلى أمثلة مضادة في مجتمعات الصيادين والجامعين. «يتناقض التوثيق المتزايد دائما لتاريخ البشرية السابق كفترة طويلة جدًّا من الحياة غير المنفرة إلى حد كبير بشكل حاد مع الإخفاقات الصارخة المتزايدة للحداثة التي لا يمكن الدفاع عنها». من غير الواضح ما إذا كان هذا يعني ضمنًا إعادة ترسيخ الأشكال الحرفية لمجتمعات الصيادين والجامعين أو نوع أوسع من التعلم من أساليب حياتها من أجل بناء علاقات غير منفرة.
يدعو مشروع زريزان السياسي إلى تدمير التكنولوجيا. وهو يرسم نفس التميّز الذي يميز إيفان إيليتش، بين الأدوات التي تبقى تحت سيطرة المستخدم، والأنظمة التكنولوجية التي تجذب المستخدم إلى السيطرة. أحد الاختلافات هو التقسيم العمالي، الذي يعارضه زريزان. في فلسفة زريزان، التكنولوجيا تمتلكها نخبة تتمتع تلقائيًّا بالقوة على مستخدمين آخرين، وهذه القوة هي أحد مصادر الاغتراب، إلى جانب الترويض والفكر الرمزي.

## التطورات السياسية
في عام 1966 قُبض على زريزان أثناء قيامه بعصيان مدنيٍّ في مسيرة مناهضة للحرب في بيركلي ضد فيتنام وقضى أسبوعين في سجن محافظة كونترا كوستا. تعهد بعد إطلاق سراحه بأنه لن يُقبض عليه طوعًا أبدًا. حضر فعاليات نظمها كين كيسي وميري برنكسترز، وشارك في مشهد المخدرات والموسيقى في منطقة هايت أشبري في سان فرانسيسكو.
في أواخر الستينات عمل اختصاصيًا اجتماعيًا في مدينة سان فرانسيسكو. وساهم في تنظيم نقابة العاملين الاجتماعيين، وهي اتحاد العاملين الاجتماعيين، وانتُخب نائبا للرئيس عام 1968، ورئيسا عام 1969. وأدانته جماعة الموقفية الأممية المحلية بأنه «بيروقراطي يساري».

## روابط خارجية
- جون زريزان على موقع IMDb (الإنجليزية)
- جون زريزان على موقع كينوبويسك (الروسية)